# Station Porażyn
Station Porażyn is een spoorwegstation in de Poolse plaats Porażyn.